# St. Peter und Paul (Rot)

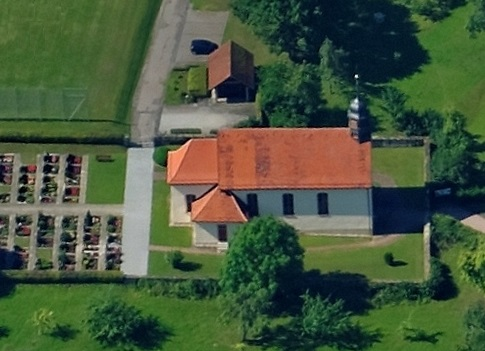
Rot, St. Peter und Paul

Die römisch-katholische Pfarrkirche St. Peter und Paul in Rot, einem Stadtteil von Bad Mergentheim im Main-Tauber-Kreis, wurde im Jahre 1653 errichtet. Sie ist den Aposteln Petrus und Paulus geweiht, deren Attribute Schlüssel und Schwert auch das Wappen des Ortes zeigt. Die Kirche ist ein barocker Saalbau mit Dachreiter und eingezogenem Chor. Sie gehört zur Seelsorgeeinheit 1b – Heilig Kreuz, die dem Dekanat Mergentheim der Diözese Rottenburg-Stuttgart zugeordnet ist. Das Bauwerk ist ein Kulturdenkmal der Stadt Bad Mergentheim.